# Angelus Silesius
Angelus Silesius (vlastním jménem Johannes Scheffler, někdy uváděn jako Johannes Scheffer 25. prosince 1624 Vratislav – 9. července 1677 tamtéž) byl slezský německy píšící barokní básník a mystik. Studoval práva a lékařství, roku 1654 byl jmenován císařským dvorním lékařem. Byl synem polského luteránského šlechtice, po sporech s luterstvím ale konvertoval ke katolictví, vstoupil do Řádu menších bratří a stal se knězem. Po konverzi přijal jako biřmovací jméno jméno Angelus, k němuž připojil přídomek Silesius (lat. Slezský). Je autorem mystické duchovní poezie s prvky panteismu, typické je pro něj vnímání člověka, světa a Boha prostřednictvím paradoxů. Jeho nejznámějším dílem je Poutník cherubínský.

## Význam jména (zajímavost)
Angelus Silesius znamená lat. doslova Slezský Anděl (Posel), stejně tak polský tvar jeho jména "Anioł Ślązak".

## Dílo

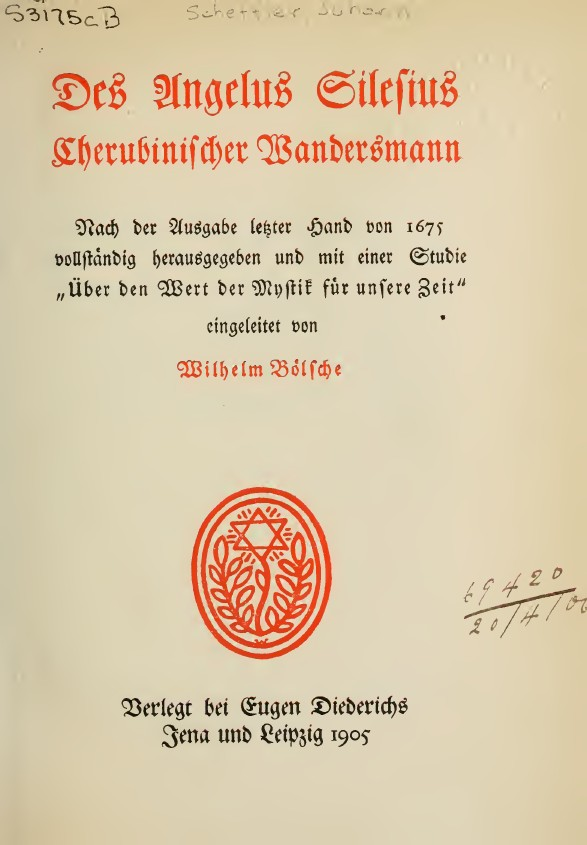
Des Angelus Silesius Cherubinischer Wandersmann (1905)

- Poutník cherubínský (v originále Cherubinischer Wandersmann, 1674, česky 1909, 1941 (překlad O. F. Babler), v roce 2003 vyšlo v KNA v překladu Miroslava Matouše jako Cherubský poutník) zachycuje úspornou formou a odvážnou obrazností mystické učení o rozpolcenosti a jednotě duše a Boha; některé duchovní písně se dodnes zpívají v německých kostelích. Zajímavé je, že mnohé z nich přejali protestanti.[4][5]
- Heilige Seelenlust, oder geistliche Hirtenlieder der in ihren Jesum verliebten Psyche (Vratislav 1857)

Česky jsou části jeho děl zařazeny v těchto výborech:
- Růže ran (1969) (výbor z německé barokní poezie)
- Kéž hoří popel můj (ed. Václav Černý, 1967) (výbor básní evropského baroka)

## Dílo přístupné online
- Angelus_Silesius_Cherubsky_poutnik.doc – Angelus Silesius: Cherubský poutník; přebásnil Miroslav Matouš
- Cherubský poutník v překladu M. Matouše – výběr z veršů
- Cherubínský poutník v překladu O.F. Bablera Archivováno 3. 8. 2016 na Wayback Machine. – ukázka několika veršů
- Silesiova díla (anglicky)
- Silesiova díla (německy)
- Projekt Gutenberg–DE: Angelus Silesius: Cherubinischer Wandersmann
- Ecclesiologia oder Kirchenbeschreibung : bestehende in neun und dreyssig unterschiedenen ausserlesenen Tractätlein von der catholischen Kirche. Protireformační spis byl údajně vytištěn v Nyse roku 1677,[6] další vydání pak v Kempten (Allgäu) roku 1735 - Bayerische Staatsbibliothek Digital

## Obrázky

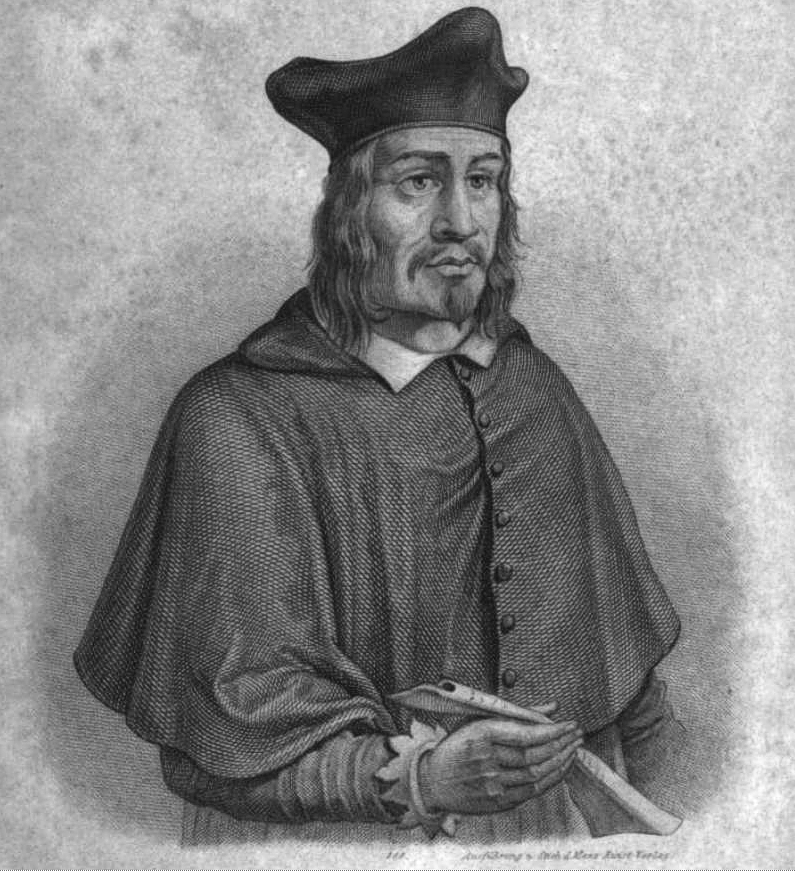
Johann Scheffler (Angelus Silesius)
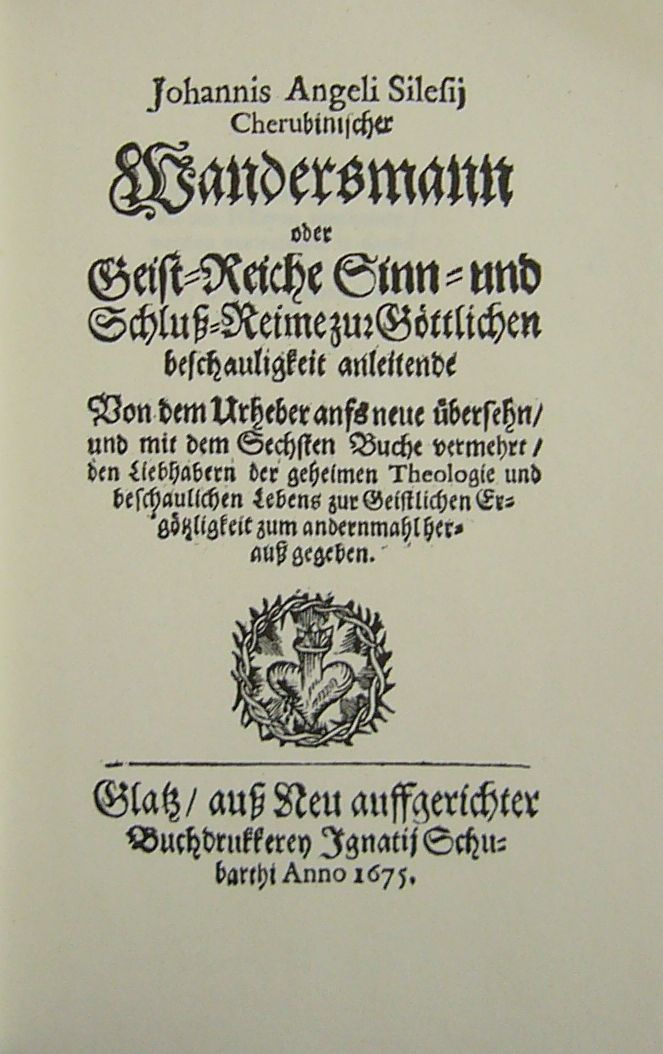
Titulní list Cherubského poutníka
- Celé dílo 'Cherubinischer Wandersmann' (1905)
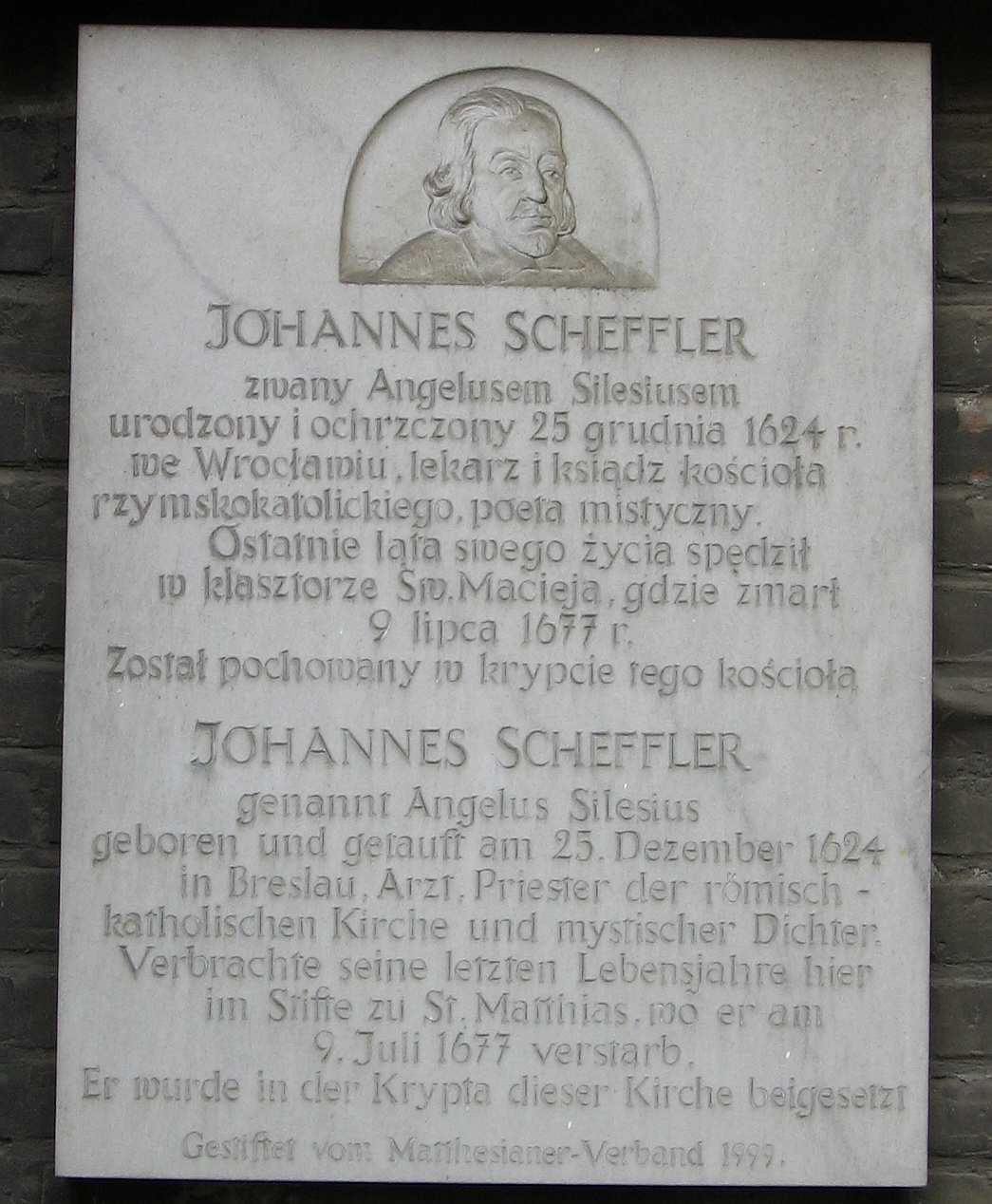
Deska na kostele sv. Matěje ve Vratislavi, kde je Silesius pochován